# Listepunkt
 For alternative betydninger, se Punkt (flertydig). (Se også artikler, som begynder med Punkt)
Et listepunkttegn ( • ) er et typografisk symbol, der bruges til at angive elementer i listepunktform.

## Punktform
Et sædvanlig liste af punkter på punktform kan se ud som:
- Dette er et element i en liste. Se punkttegnet forrest.
- Dette er et nyt element – derfor et nyt punkt.
Dette er anden linje af det andet element. Der er ikke noget nyt punkt hertil.
- Dette er det tredje og sidste element.

Indholdet ud for de enkelte punkter (indholdet kaldes ofte også for punkter) kan være enkelte ord eller længere sætninger. Hvis det er sætninger vil man som regel afslutte hvert enkelt punkt med punktum. Dog, hvis det er enkelt-ord eller tilsvarende (for eksempel en opskrift) kan afsluttende tegnsætning udelades eller forblive som var det en komma-separeret liste:
Til maden skal bruges:
- 2 spsk. olie
- 1 valnød

Eller som var det en liste, der ikke var på punktform:
For et nå målet skal vi benytte:
- gå-på-mod,
- opfindsomhed samt
- samarbejde

## I datalogi
Det sædvanlige typografiske punkttegn er at finde som Unicode-tegnet U+2022: •. Der findes også et triangulært punkt som U+2023: ‣.

## I HTML
I HTML kan det angives som &bull; eller &#x2022;, der bliver til • henholdsvis •. Dog vil man som oftest lave lister på punktform ved at lave liste-elementer – eng.: list item: <li> – inden i en ikkeordnet liste – eng.: unordered list: <ul>.
Det triangulære punkt laves som &#x2023;: ‣.

## I typografi
Ovenstående sædvanlige punkt fra Unicode (som det ser ud i denne font) er højst sandsynligt en lille rund udfyldt prik, der kaldes punkttegn. Men punkttegnet behøver ikke bestå af runde prikker, men kan være en vilkårlig geometrisk figur (firkanter, trekanter, streger, pile) eller helt andre figurer (diverse små piktogrammer).